# Masaki Yokotani
Masaki Yokotani (født 10. maj 1952) er en japansk fodboldspiller.

## Japans fodboldlandshold
| Japans landshold | Japans landshold | Japans landshold |
| År               | Kmp              | Mål              |
| ---------------- | ---------------- | ---------------- |
| 1974             | 1                | 0                |
| 1975             | 10               | 0                |
| 1976             | 6                | 0                |
| 1977             | 3                | 0                |
| Total            | 20               | 0                |